# Blue Ocean Entertainment
Die Blue Ocean Entertainment AG ist ein deutscher Kinderzeitschriftenverlag mit Sitz in Stuttgart, der mehrheitlich zur Hubert Burda Media gehört. Blue Ocean verlegt über 70 regelmäßig erscheinende Magazine, die hauptsächlich über den "Kiosk" vertrieben werden. Der Umsatzanteil der Blue-Ocean-Titel im Presseeinzelhandel lag 2022 bei 55,2 Prozent. Blue Ocean publiziert Titel unter anderem zu den Magazinfamilien rund um Prinzessin Lillifee, LEGO, Schleich, Playmobil und Bibi Blocksberg, Wissensmagazine wie Frag doch mal die Maus, Löwenzahn und das Was-ist-was-Magazin sowie lizenzfreie Magazine wie PLANET WOW, Lissy PONY, Pferd & Co und Dinosaurier. Seit 2024 erscheint auch ein Sportmagazin: TOP11. Die Zielgruppe des Verlags sind Kinder im Alter von eineinhalb bis 13 Jahren.

## Geschichte
Blue Ocean Entertainment wurde 2005 gegründet. Im Sommer 2006 erschien mit Prinzessin Lillifee das erste Magazin des Verlags. Seit 2007 verlegt Blue Ocean die italienische Comicserie Winx Club. 2009 erschien erstmals das Playmobil-Magazin, ein halbes Jahr später kam das Filly-Magazin hinzu. In Zusammenarbeit mit Schleich (Unternehmen) veröffentlicht Blue Ocean seit 2012 regelmäßig Magazine rund um die Elfenwelt bayala.
Im März 2013 schloss der Verlag mit dem Lego-Konzern einen langjährigen Lizenzvertrag und ist seitdem European Master Publisher für das Unternehmen. Mit Lego - Legends of Chima erschien im Oktober 2013 das erste Magazin in dieser Zusammenarbeit. Darauf folgten Magazine und Comics zu den Spielwelten Lego Ninjago: Meister des Spinjitzu, Lego Friends und Lego Elves. Zudem veröffentlichte der Stuttgarter Verlag im August 2015 die weltweit erste Stickerserie mit Lego-Motiven.
Im Jahr 2014 wurde Hubert Burda Media Hauptanteilseigner von Blue Ocean.
2014 begann Blue Ocean eine Zusammenarbeit mit Filmstudios wie 20th Century Fox und DreamWorks SKG: Seitdem gehören die Magazine Dragons und Ice Age ebenfalls zum Portfolio des Stuttgarter Unternehmens. Die Formate basieren auf den weltweit erfolgreichen Filmreihen Drachenzähmen leicht gemacht sowie Ice Age. Ende 2015 startete Blue Ocean die Zusammenarbeit mit dem US-amerikanischen Spielwaren-Konzern Mattel.

### Collectibles
Sammelserien zu Stickern gehören von Beginn an zum Angebot von Blue Ocean Entertainment. 2025 bietet das Unternehmen neben Stickern auch zahlreiche Trading Card Games und Figuren-Sammelserien an: Unter anderem zu zahlreichen Lego-Produkten wie Ninjago, Minecraft und Star Wars oder Bibi & Tina, Lissy Pony, Glubschis, Planet Wow, Chix Girls Club und CupCakeCats.

### Digitales Portfolio
Am 8. Oktober 2013 erschien mit Prinzessin Lillifee und das Einhorn die erste von Blue Ocean produzierte App für Smartphones und Tablet-Computer mit Apple-iOS-Betriebssystem. Seitdem hat der Verlag sein digitales Portfolio stark erweitert, und die Apps erscheinen für iOS sowie Android. Neben interaktiven E-Books, zum Beispiel "Zauberhafte Gute-Nacht-Geschichten mit Prinzessin Lillifee", erschienen zunächst Apps zu starken Lizenzthemen wie Horse Club, Bibi & Tina, Bibi Blocksberg, bayala und Baby born. Mit den Spielen zu LissyPONY und PLANET WOW produziert Blue Ocean seit 2024 auch Apps zu Eigenmarken des Verlages.

### Loyalty
Seit 2016 entwickelt Blue Ocean für den Handel Treueaktionen für ein junges Publikum. Kampagnen gab es unter anderem für Sainsbury’s, Intermarché und Delhaize. Besonders bekannt: Die Playmobil-DFB-Stars, die Blue Ocean im Vorfeld der Fußball-Europameisterschaft 2024 bei EDEKA aufs Feld schickte.

## Publikationen (Auswahl)
Magazine
- 4 FANS
- 5!
- 5! Action
- Baby born
- Bayala
- Bella Sara
- Benjamin Blümchen
- Bibi Blocksberg
- Bibi & Tina
- Bluey
- Bummi
- Bussi Bär
- CHIX Girls Club
- Die drei ??? Kids
- Dinosaurier
- Dragons
- Frag doch mal die Maus
- Gabby’s Dollhouse
- Glubschis
- Glubschis Sammelspaß
- Horse Club
- Horse Club Pferdewelt
- Käpt’n Sharky
- LEGO Batman
- LEGO DREAMzzz
- LEGO Friends
- LEGO Best Friends
- LEGO Fun
- LEGO Helden Comic
- LEGO Jurassic World
- LEGO City
- LEGO Marvel Avengers LEGO MINECRAFT
- LEGO MINECRAFT Comic
- LEGO NINJAGO
- LEGO NINJAGO Comic
- LEGO NINJAGO Legacy
- LEGO NINJAGO Legacy Comic
- LEGO NINJAGO Legacy Hero
- LEGO Power
- LEGO Spider-Man
- LEGO Star Wars
- LEGO Technic
- LEGO XXL-Magazin
- Lissy
- Lissy PONY
- Löwenzahn
- Mia and me
- Miraculous
- Miraculous Ladybug & You
- MINECRAFT
- National Geographic Kids
- Pferd & Co
- PLANET WOW
- Playmobil Magazin
- Playmobil Pink
- Prinzessin Lillifee
- Prinzessin Lillifee Bastelzauber
- Prinzessin Lillifee Zauberwelt
- Polizist Pit
- Roaarrr! Dinosaurs
- Schleich Eldrador
- Schleich Magazin bayala
- Spaß für kleine Prinzessinnen
- TOP11
- Total tierlieb!
- Total tierlieb! Spezial
- WAS IST WAS
- Winx Club
- Wickie

## Auszeichnungen
- 2008: Bayerischer Printmedienpreis in der Kategorie „herausragende Leistungen junger Unternehmen“[10]
- 2015: LIMA-Award in der Kategorie „Lizenznehmer des Jahres“[11]
- 2018: Futurum Vertriebspreis von VDZ und DNV an Sigrun Kaiser als „Innovativer Vertriebsmanager“[12]
- 2021: Doppelter LIMA-Award als „Lizenznehmer des Jahres“ sowie „Licensing Industry Award“[13]
- 2024: Tommi Kindersoftwarepreis - 3. Platz Apps für PLANET WOW Wildlife Adventure[14]